# دباغه
دباغه یک منطقهٔ مسکونی در الجزایر است که در ناحیه ثنیه واقع شده‌است. دباغه ۳ کیلومتر مربع مساحت دارد ۴۸۰ متر بالاتر از سطح دریا واقع شده‌است.